# ژولیوس ساتورنینوس
ژولیوس ساتورنینوس یا در تلفظ لاتین یولیوس ساتورنینوس (به لاتین: Julius Saturninus) (درگذشتهٔ ۲۸۰) یکی از غاصبان امپراتوری در زمان حکومت پروبوس، امپراتور وقت روم بود.
او بنا بر برخی منابع فردی گل‌تبار و بنا بر برخی دیگر از موروهای آفریقا بود که با پروبوس دوستی داشت و از سوی او در حدود سال ۲۷۹ به فرمانداری سوریه منصوب شد. پس از آنکه پروبوس سوریه را در ۲۸۰ به مقصد راین ترک نمود، سربازان متمرد و اهالی اسکندریه ساتورنینوس را علی‌رغم میلش برای پذیرش مقام امپراتوری زیر فشار گذاشتند. ساتورنینوس نخست برای رهایی از این فشارها از اسکندریه گریخت اما پس از رسیدن به فلسطین تغییر عقیده داد و خود را امپراتور نامید. با این حال او پیش از آنکه پروبوس بتوند عکس‌العملی در برابر این کار او نشان دهد به دست سپاهیان خود در همان سال کشته شد.